# Ante Ćorić
Ante Ćorić (Zagreb, 14 de abril de 1997) é um futebolista profissional croata que atua como meia-atacante, atualmente defende o Olimpija Ljubljana, emprestado pela Roma.

## Carreira
Ante Ćorić é apontado como um novo talento de seu país, ele fez parte do elenco da Seleção Croata de Futebol da Eurocopa de 2016.

### A.S. Roma(2018 - Atualmente)
No dia 29 de maio de 2018, a equipe italiana AS Roma anuncia a primeira contratação no mercado de verão, a transferência de Ćorić é acertada por 6 milhões de euros, aos 21 anos o jogador tem um contrato firmado até 2023.

## Títulos

### Prêmios individuais
- 40 jovens promessas do futebol mundial de 2014 (The Guardian)[2]
- 50 jovens promessas do futebol mundial de 2016 (La Gazzetta dello Sport)[3]
- 20º melhor jogador sub-21 de 2016 (FourFourTwo)[4]